# غيلا غولدشتاين
غيلا غولدستاين (بالعبرية: גילה גולדשטיין‏) هي مغنية وممثلة إسرائيلية، ولدت في 18 ديسمبر 1947 في تورينو في إيطاليا، وتوفيت في 5 فبراير 2017 في تل أبيب في إسرائيل بسبب أمراض دماغية وعائية.

## وصلات خارجية
- مقالات تستعمل روابط فنية بلا صلة مع ويكي بيانات